# 杜照宇
杜照宇（1972年11月—2006年7月25日），山东济南人，生于淄博，歿於黎巴嫩希亞姆。曾任聯合國停戰監督組織駐黎巴嫩軍事觀察員，中国人民解放军中校，烈士。
当地时间2006年7月25日晚（2006年以黎衝突期间），以色列國防軍轰炸了联合国駐黎部隊在該國南部希亞姆的一处观察站，杜照宇与另外3名联合国观察员牺牲，其遗体于8月2日运抵中国。杜照宇擁有硕士学位，曾赴中国驻印度大使馆任武官助理，2005年12月奉派到黎巴嫩擔任聯合國军事观察员，其妻李玲玲亦是一名军人，有一子。

## 个人档案
自幼在济南上小学。1984年小学毕业后升入济南第七中学，1990年7月在该校高中毕业，当年考入中国人民解放军国际关系学院。1994年7月本科毕业后，在解放军国际关系学院攻读硕士学位。1997年7月，硕士研究生毕业，获硕士学位。后任中华人民共和国国防部参谋、中国驻印度大使馆武官秘书。

## 事迹
2005年12月， 奉派往中东联合国停战监督组织执行维和任务，在黎巴嫩任联合国军事观察员。
2006年黎巴嫩时间7月25日晚7时30分，以军对黎巴嫩南部希亚姆镇进行空袭，杜照宇所在的联合国观察哨所遭袭，杜照宇不幸遇难。同时遇难的聯合國軍事觀察員还有奥地利國防軍的朗伊（Hans-Peter Lang）少校、加拿大陸軍的克魯登納（Paeta Hess-Von Krudener）少校及芬兰海軍的馬金能高級上尉。
事件发生后，联合国秘书长安南及安理会谴责以色列暴行。中国国家主席胡锦涛指示中国有关部门谴责这一袭击维和人员的行径，转达他对遇难者的深切哀悼和对遇难者亲属的诚挚慰问。
2006年8月1日，中国驻以色列大使馆在以色列本-古里安国际机场停机坪为杜照宇举行送别仪式，接运杜照宇灵柩回国的中国人民解放军空军专机于8月2日上午抵达北京南苑机场。杜照宇的遗体告别仪式2006年8月4日上午在北京市八宝山殡仪馆举行。2006年8月29日，中国人民解放军总参谋部召开大会，给杜照宇烈士追记一等功。